# Mayenne
El Mayenne (53), dit també Maiena, és un departament francès situat a la regió de País del Loira amb capital a Laval.
Rep el seu nom del riu Mayenne que flueix des del nord fins al sud.